# Esmeralda (cor)
Cor esmeralda é um tom verde particularmente claro e brilhante, com uma porção desmaiada de azul. O nome deriva da típica aparência da gema mineral - esmeralda.

## Esmeralda na cultura humana
Geografia
- A Irlanda é muitas vezes chamada de a Ilha Esmeralda devido à sua paisagem verdejante.
- Seattle é por vezes mencionado como Cidade Esmeralda devido à abundância de chuva que origina luxuriante vegetação.

Religião
- O Buda Esmeralda é um bibelot de Buda sentado, feito de jade verde (não de esmeralda), vestido de ouro, e com cerca de 45cm de altura. Localiza-se na Capela do Buda Esmeralda (Wat Phra Keo) nos terrenos do Grande Palácio em Banguecoque.